# Karl Egon V. zu Fürstenberg

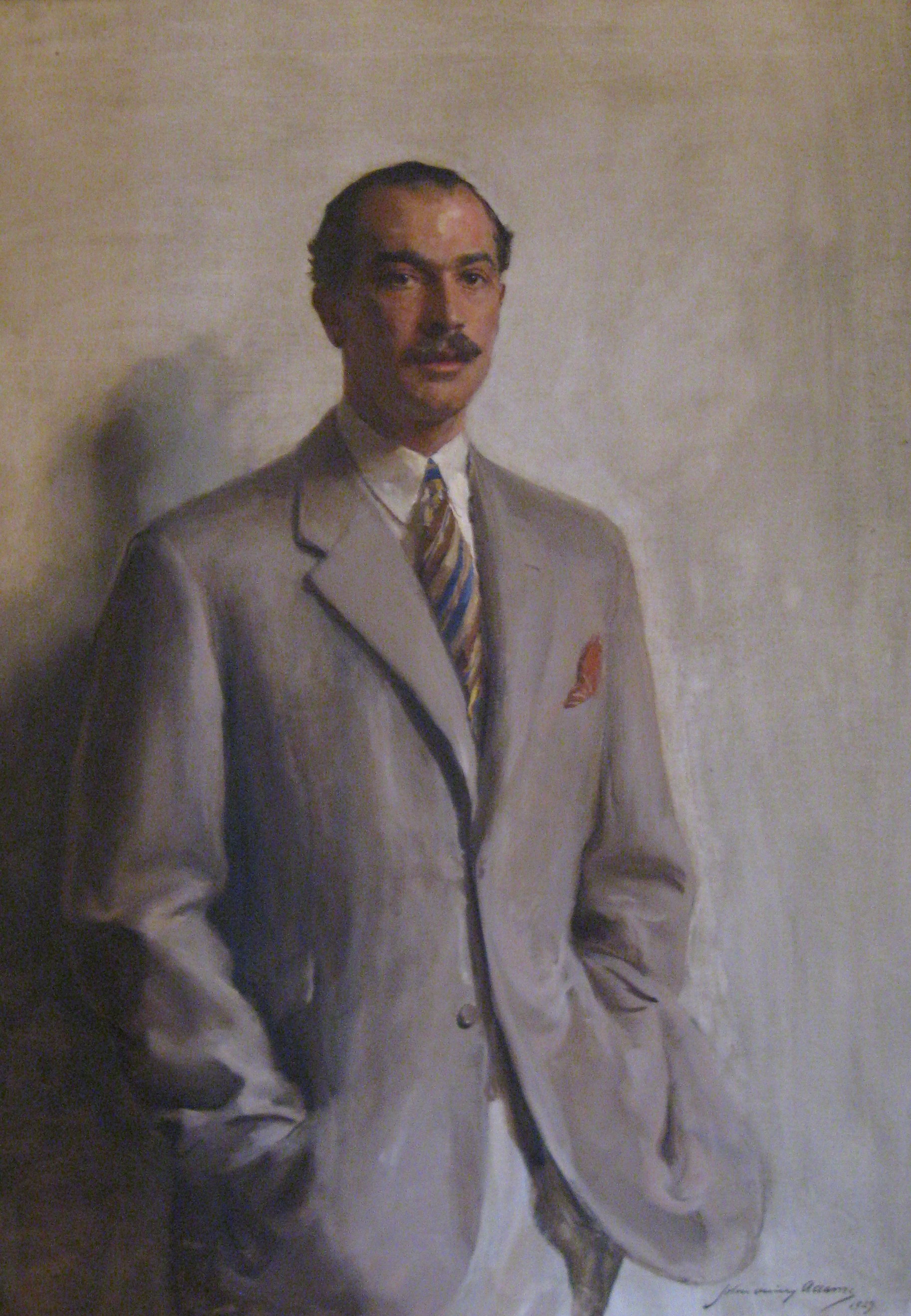
Karl Egon zu Fürstenberg,
Ölgemälde von John Quincy Adams (1929)

Karl Egon V. zu Fürstenberg, Erbprinz, seit 1941: Karl Egon V. Maximilian Maria Emil Leo Erwin Franziskus Xaver Johannes Fürst zu Fürstenberg, Landgraf in der Baar und zu Stühlingen, Graf zu Heiligenberg und Werdenberg, (* 6. Mai 1891 in Wien; † 23. September 1973 in München) war ein aus Österreich und Böhmen stammender Aristokrat, welcher 1938 in die SS eintrat. Er wurde 1941 Chef des Hauses Fürstenberg.

## Leben

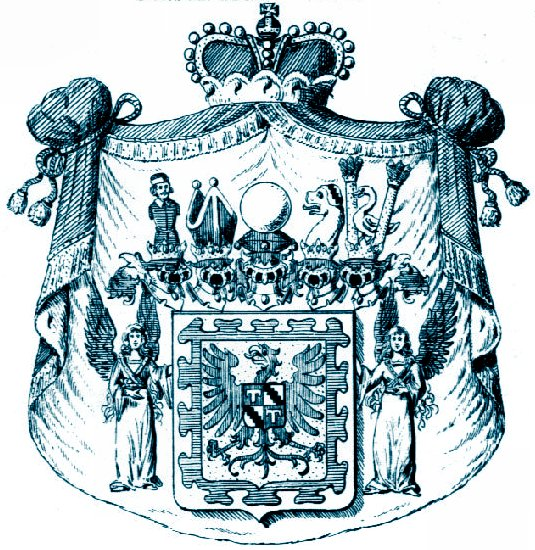
Wappen der Fürsten zu Fürstenberg

Karl Egon V. zu Fürstenberg war der Sohn von Fürst Max Egon II. zu Fürstenberg und Irma Gräfin von Schönborn-Buchheim (1867–1948).
Er heiratete im Jahre 1921 in Wien Franziska Ida Mena Gräfin Nostitz-Rieneck (1902–1961), eine Tochter von Erwein Nostitz-Rieneck. Die Ehe blieb kinderlos. 
Karl Egon V. war Chef des Hauses Fürstenberg. Ihm wären nach dem Tode seines Vaters, des ehemaligen Fürsten Max Egon II., die „schwäbischen Hausgüter“ zugefallen. Auf diese verzichtete er jedoch zugunsten der Kinder seines Bruders. Während Karl Egon auf Schloss Heiligenberg am Bodensee und in Schloss Weitra (Niederösterreich) Wohnsitz nahm, bewohnte sein Vater das Schloss Donaueschingen.
Karl Egon V. trat am 11. September 1938 in die SS ein (SS-Nummer 309.081) und wurde 1939 zum SS-Obersturmführer ernannt. Er beantragte am 20. Juni 1938 die Aufnahme in die NSDAP und wurde zum 1. Januar 1941 aufgenommen (Mitgliedsnummer 8.543.545). In der Wehrmacht bekleidete der ehemalige Leutnant der Potsdamer Garde du Corps seit 1943 den Majorsrang.
Fürstenberg war Ehrenbürger von Heiligenberg und Weitra. Zudem war er Großkomtur des St. Georgsordens in Bayern sowie Träger des Großkreuzes des Malteserordens.
Bestattet ist er in der Fürstenbergschen Familiengruft in Altweitra, Niederösterreich.